# Robert Van Kerkhoven
Robert Van Kerkhoven (ur. 1 października 1924 w Molenbeek-Saint-Jean, zm. 18 czerwca 2017) – belgijski piłkarz grający na pozycji pomocnika. W swojej karierze rozegrał 9 meczów w reprezentacji Belgii i strzelił w nich 1 gola.

## Kariera klubowa
Całą swoją karierę piłkarską Van Kerkhoven spędził w klubie Daring Club de Bruxelles. W jego barwach zadebiutował w sezonie 1949/1950 w pierwszej lidze belgijskiej. W sezonach 1954/1955 i 1958/1959 wygrywał z Daring rozgrywki drugiej ligi. W 1963 roku zakończył karierę w wieku 39 lat.

## Kariera reprezentacyjna
W reprezentacji Belgii Van Kerkhoven zadebiutował 14 października 1951 roku w przegranym 1:8 towarzyskim meczu z Austrią, rozegranym w Brukseli. W 1954 roku został powołany do kadry Belgii na mistrzostwa świata w Szwajcarii. Na nich był rezerwowym i nie rozegrał żadnego spotkania. Od 1951 do 1956 roku rozegrał w kadrze narodowej 9 meczów i strzelił w nich 1 gola.
| Mecze i gole w reprezentacji | Mecze i gole w reprezentacji | Mecze i gole w reprezentacji | Mecze i gole w reprezentacji | Mecze i gole w reprezentacji | Mecze i gole w reprezentacji | Mecze i gole w reprezentacji |
| #                            | Data                         | Stadion                      | Rywal                        | Wynik                        | Gol                          | Rozgrywki                    |
| 1951                         | 1951                         | 1951                         | 1951                         | 1951                         | 1951                         | 1951                         |
| ---------------------------- | ---------------------------- | ---------------------------- | ---------------------------- | ---------------------------- | ---------------------------- | ---------------------------- |
| 1.                           | 14.10.1951                   | Bruksela, Belgia             | Austria                      | 1:8                          | 0                            | towarzyski                   |
| 1952                         |                              |                              |                              |                              |                              |                              |
| 2.                           | 24.02.1952                   | Bruksela, Belgia             | Włochy                       | 2:0                          | 0                            | towarzyski                   |
| 3.                           | 23.03.1952                   | Wiedeń, Austria              | Austria                      | 0:2                          | 0                            | towarzyski                   |
| 4.                           | 06.04.1952                   | Antwerpia, Belgia            | Holandia                     | 4:2                          | 0                            | towarzyski                   |
| 5.                           | 22.05.1952                   | Bruksela, Belgia             | Francja                      | 1:2                          | 0                            | towarzyski                   |
| 1956                         |                              |                              |                              |                              |                              |                              |
| 6.                           | 08.04.1956                   | Antwerpia, Belgia            | Holandia                     | 0:1                          | 0                            | towarzyski                   |
| 7.                           | 03.06.1956                   | Bruksela, Belgia             | Węgry                        | 5:4                          | 1                            | towarzyski                   |
| 8.                           | 11.11.1956                   | Colombes, Francja            | Francja                      | 3:6                          | 0                            | el. MŚ 1958                  |
| 9.                           | 23.12.1956                   | Kolonia, RFN                 | RFN                          | 1:4                          | 0                            | towarzyski                   |